# 物置のピアノ
『物置のピアノ』（ものおきのピアノ）は、2014年に公開された日本映画。
東日本大震災から一年後の福島県桑折町を舞台に、桃農家で暮らす少女とその家族のひと夏の物語。
2014年8月23日より福島県のフォーラム福島にて特別先行ロードショー。同年9月27日より一般公開された。

## あらすじ
2012年7月。東日本大震災から一年後の夏。
福島の小さな田舎町で桃農家を営む家庭で育つ高校3年生の宮本春香。幼い頃から優秀な姉と比べられてきた不器用で内気な春香にとって、庭の片隅に置かれた物置の中にあるピアノを弾いている時だけが唯一の心安らぐ時間だった。
そんなある日、東京の大学に通う姉の秋葉が突然帰ってくる。
卒業後の進路に悩む春香が直面する、福島の桃農家の現状、浪江町から避難してきた少年との出会い、宮本家の悲しい過去の記憶、そして秋葉との衝突・・・春香の中で何かが変わろうとしていた。

## キャスト
- 宮本春香 - 芳根京子
- 宮本秋葉 - 小篠恵奈
- 会川康祐 - 渡辺貴裕
- 斎藤加奈子 - 西野実見
- 宮本賢一 - 平田満
- 宮本恵子 - 赤間麻里子
- 木島冴子 - 神田香織
- 会川康二 - 佐野史郎
- 小林健司 - 長谷川初範
- 宮本正賢 - 織本順吉
- 宮本春香（5年前） - 佐々木優和
- 宮本秋葉（5年前） - 佐々木祐芽
- 宮本颯太 - 今江佑翔

## スタッフ
- 監督：似内千晶
- 企画・製作：武重邦夫
- 原作：原みさほ
- 脚本：斎藤三保
- プロデューサー：佐々木裕二、橘内裕人
- 撮影：岡雅一
- 美術：相馬直樹
- 照明：緑川雅範
- 録音：若林大介
- 装飾：野村哲也
- 編集：小林由加子
- スクリプター：吉田久美子
- VFXプロデューサー：野崎宏二
- 音楽：丸山朋文
- 助監督：日垣一博
- 制作担当：角田道明
- 主題歌：「Little Melody」kainatsu